# La araña vampiro
La araña vampiro es una película de Argentina dramática y de terror, dirigida por Gabriel Medina, escrita por Nicolás Gueilburt y Medina y protagonizada por Martín Piroyansky, Alejandro Awada y Jorge Sesán. La película se exhibió en el Buenos Aires Festival Internacional de Cine Independiente de 2012, donde se llevó los premios a la mejor película argentina y al mejor actor (Piroyansky). Se estrenó comercialmente el 4 de octubre de 2012 y según el sitio Todas Las Críticas, el filme recibió una mayoría de críticas positivas, alcanzando un 90 % de críticas favorables, basado en 39 reseñas.

## Argumento
Para calmar los ataques de pánico, Jerónimo, un joven de veinte años, se traslada con su padre a una zona montañosa alejada de la ciudad. Una vez instalado, el joven recibe la picadura de una araña que le causará la muerte a menos que logre ser mordido por una araña de la misma especie. Para salvarse, debe emprender un viaje a través de las montañas acompañado de un guía y encontrar a la araña.

## Reparto
- Martín Piroyansky como Jerónimo.
- Alejandro Awada como Antonio.
- Jorge Sesán como Ruiz.
- Ailín Salas como Camila.
- Gervasio Usaj como Usaj.